# Jennifer Abel
Jennifer Abel (Montréal, 23 agosto 1991) è una tuffatrice canadese.

## Biografia
Di origini haitiane, a soli sedici anni la Abel debuttò nel panorama internazionale in occasione dei Giochi olimpici di Pechino. In quell'evento non riuscì a conquistare nessuna medaglia, ma negli anni successivi la Abel andò a podio diverse volte, soprattutto nella specialità del trampolino sincronizzato da 3 m (con le compagne Émilie Heymans e Pamela Ware).
Alla sua seconda partecipazione olimpica, nel 2012, la Abel riuscì ad ottenere una medaglia di bronzo nel sincro insieme alla Heymans.

## Palmarès
- Giochi olimpici

Londra 2012: bronzo nel sincro 3 m.
Tokyo 2020: argento nel sincro 3 m.
- Mondiali

Shanghai 2011: argento nel sincro 3 m e bronzo nel trampolino 3 m.
Barcellona 2013: bronzo nel sincro 3 m.
Kazan 2015: argento nel sincro 3 m e nel sincro 3 m misti.
Budapest 2017: argento nel sincro 3 m e bronzo nel trampolino 3 m e nel sincro 3 m misti.
Gwangju 2019: argento nel sincro 3 m e nel sincro misto 3 m.
- Giochi panamericani

Guadalajara  2011: argento nel sincro 3 m.
Toronto 2015: oro nel trampolino 3 m e argento nel sincro 3 m.
- Giochi del Commonwealth

Delhi 2010: oro nel trampolino 1 m e nel sincro 3 m e argento nel trampolino 3 m.
Glasgow 2014: oro nel trampolino 1 m e argento nel trampolino 3 m e nel sincro 3 m.